# Grad Hackfort
Grad Hackfort je grad v Vordenu v nizozemski provinci Gelderland. Grad je v lasti Združenja za ohranjanje naravnih spomenikov.

## Arhitekturna zgodovina
Leta 1392 fevdni register gospodov Bronkhorstskih omenja hišo v "Hacfordenu" z zunanjim dvoriščem in jarki. Sprva je bil to stanovanjski stolp. Leta 1586 so ga španske čete med osemdesetletno vojno v veliki meri uničile. Leta 1598 ga je obnovil Borhard Westerholtski. To je zapisano na kamnu z zatrepom, prav tako pa tudi dejstvo, da je grad leta 1788 temeljito prenovil Borhard Friderik Viljem Westerholtski. Namesto fasade s štrlečimi stranišči in križnimi okni z naoknicami na dnu, kot prej, je bila ustvarjena bolj stroga fasada z velikimi okni. Vratarnica je bila porušena, s čimer se je razkrila zdaj simetrična fasada in terasa. Zasuti so bili tudi jarki. Grad je obdan z gozdovi in travniki. V bližini gradu se nahaja tudi vodni mlin Hackfort.

## Lastniki
Leta 1324 je Viljem Bronckhorstski prodal posestvo v "Hacvordu" Jakobu van der Welleju, ki se je kasneje preimenoval Hackfortski. Bronkhorstski so ostali fevdalni gospodje do leta 1702. Leta 1581 je posest prešla v roke družine Raesfeltskih prek njihove dedinje Jakobe Hackfortske. Preko njune hčerke Margarete je fevd leta 1602 prešel v roke njenega bratranca Borharda Westerholtskega, ki je grad pred njeno smrtjo obnovil. Stoletja je ostal v lasti baronov Westerholtskih.
Ko je Borhard Friderik Viljem, predzadnja generacija rodbine Westerholtskih, umrl leta 1934, je za njim dedovalo njegovih pet otrok. Razen Klare so bili vsi neporočeni. Klara je bila leta 1935 razlastninjena. Njen brat in tri sestre so ostali lastniki, vsak je imel v lasti četrtino premoženja. Leta 1964 je umrla "gospa sestra" iz Haaga. Svojo četrtino je zapustila Natuurmonumenten (Nizozemskemu društvu za varstvo narave). Istega leta je njen brat Arend sestavil oporoko, v kateri je tudi svojo četrtino zapustil Natuurmonumenten. Arend in njegovi sestri so še naprej upravljali posestvo do smrti zadnjega dediča. Arend je umrl 8. oktobra 1970, njegova sestra, gospodična Ema, pa 28. novembra 1971. Sestra Sannie je nato postala edina lastnica Hackforta. Gospodična Sannie, zadnja Westerholtova, je umrla 14. aprila 1981, s čimer je Hackfort postal v celoti v lasti Natuurmonumentena.
- Hackfort po Siebmacherjevi grbovni knjigi
- Grad Hackfort v Vordnu
- Hackfort v zelenem
- Stranski pogled